# محمد بن أبي حذيفة
محمد بن أبي حذيفة هو الأمير أبو القاسم العبشمي، أحد الأشراف، ولد لأبيه لما هاجر الهجرة الأولى إلى الحبشة. وله رؤية. ولما توفي النبي - صلى الله عليه وسلم - كان هذا ابن إحدى عشرة سنة، أو أكثر.
وكان أبوه من السابقين الأولين، البدريين. وكان جده عتبة بن ربيعة سيد المشركين وكبيرهم، فقتل يوم بدر، واستشهد أبو حذيفة يوم اليمامة، فنشأ محمد في حجر عثمان.
وأمه هي سهلة بنت سهيل العامرية. وتربى في حشمة وبأو، ثم كان ممن قام على عثمان، واستولى على إمرة مصر.
روى عنه عبد الملك بن مليل البلوي.
قال ابن يونس: وانبرى بمصر محمد بن أبي حذيفة على متوليها عقبة بن مالك، استعمله عبد الله بن أبي سرح لما وفد إلى عثمان، فأخرج عقبة عن الفسطاط، وخلع عثمان.
وكان يسمى مشئوم قريش.
وذكره شباب في تسمية عمال علي - رضي الله عنه - على مصر، فقال: ولى محمدا، ثم عزله بقيس بن سعد.
ابن المبارك: حدثنا حرملة بن عمران، حدثني عبد العزيز بن عبد الملك بن مليل، حدثني أبي قال: كنت مع عقبة بن عامر جالسا بقرب المنبر يوم الجمعة، فخرج محمد بن أبي حذيفة، فاستوى على المنبر، فخطب، وقرأ سورة - وكان من أقرأ الناس - فقال عقبة: سمعت رسول الله - صلى الله عليه وسلم - يقول: ليقرأن القرآن رجال لا يجاوز تراقيهم، يمرقون من الدين كما يمرق السهم من الرمية. فسمعها محمد بن أبي حذيفة، فقال: والله لئن كنت صادقا - وإنك ما علمت لكذوب - إنك لمنهم.
قال ابن المبارك: حمل هذا الحديث أنهم يجمعون معهم، ويقولون لهم هذه المقالة.
ابن عون، عن ابن سيرين ؛ أن محمد بن أبي حذيفة بن عتبة وكعبا ركبا سفينة، فقال محمد: يا كعب ! أما تجد سفينتنا هذه في التوراة كيف تجري ؟ قال: لا، ولكن أجد فيها رجلا أشقى الفتية من قريش، ينزو في الفتنة نزو الحمار، لا تكون أنت هو.
ابن لهيعة، عن يزيد بن أبي حبيب، قال: انطلق ابن أبي حذيفة مع معاوية، حتى دخل بهم الشام، ففرقهم نصفين، فسجن ابن أبي حذيفة وجماعة بدمشق، وسجن ابن عديس وجماعة ببعلبك.
وقال ابن يونس: قتل ابن أبي حذيفة بفلسطين سنة ست وثلاثين وكان ممن أخرجه معاوية من مصر.
قال الذهبي: عامة من سعى في دم عثمان قتلوا، وعسى القتل خيرا لهم وتمحيصا.

## سيرته
هاجر أبوه إلى أرض الحبشة، فولد هناك، وولد معه عبد الله بن جعفر بن أبي طالب، وسعيد بن خالد، وأخته أمة بنت خالد الأمويان. وزينب بنت أبي سلمة بن الأسد المخزومية، وعبد الله بن المطلب بن أزهر الزهري، وموسى، وعائشة، وفاطمة، وزينب أبناء الحارث بن خالد بن صخر التيمي القرشي.
كان والده أبو حذيفة بن عتبة من السابقين الأولين والبدريين وقد قُتِل يوم اليمامة، فرباه عمه عثمان بن عفان، فلما ولّي عثمان الخلافة طلب ابن أبي حذيفة من أن يوليه فأبى، فطلب أن يأذن له بالخروج من المدينة، فأذن له، فذهب إلى مصر، وهُناك شارك في معركة ذات الصواري مع الصحابي عبد الله بن أبي السرح سنة 34 هـ.
وكان والي مصر هُوّ عبد الله بن أبي السرح أخ عثمان من الرضاعة وفي أحد الأيام سافر عبد الله لعثمان للمدينة فخلف على ولاية مصر الصحابي عقبة بن عامر الجهني، فانقلب محمد وخرج على والي مصر، وذلك أنّه كان عقبة بن عامر الجهني قرب المنبر يوم الجمعة فخرج محمد واستوى على المنبر فخطب بالناس وقرأ سورة وكان من أقرأ الناس للقرآن، فقال له عقبة بن عامر الجهني: «سمعتُ رسول الله - صلى الله عليه وسلم - يقول: ليقرأن القرآن رجال لا يجاوز تراقيهم، يمرقون من الدين كما يمرق السهم من الرمية.»، أي سيكون هُناك رجال يقرأون القرآن ولكنهم لا يعملون به أو يتبعون ما فيه مارقون من الدين خارجون عنه، فرد محمد عليه وكذبه قائلاً: «والله لئن كُنتَ صادقاً - وإنك ما علمتُ لكذوبٌ - إنك لمنهم.»، أي أنّه يكذبه ولكن إن كان صادقاً وقالها النبي محمد فإنّ عقبة من المارقين من الدين. وبعد ذلك طرد الصحابي عقبة بن عامر الجهني مِن الفسطاط فاستولى على إمرة مصر، وخلع بيعة ولي أمره وعمه ومن رباه عندما تيتم عثمان بن عفان وأصبح يؤلب الناس عليه ويطالبهم بخلع عثمان، فكتب إليه الخليفة يعاتبه، ويذّكره بتربيته له، فلم ينتهِ. وسيّر إلى المدينة جيشاً في ستمائة رجل كان لهم يداً في قتل عثمان سنة 35 هـ (656م).
هرب إلى الشام بعد مقتل عثمان، فقيل أن أمير الشام معاوية بن أبي سفيان (وهو ابن عمته) قبض عليه، وسجنه، ثم قتله. وقيل قتله مولاه رشدين. وقيل قتله مالك بن هبيرة السكوني وكان عُمره حينما قُتِل 36 عاماً، كما قيل أن علياً بن أبي طالب لما ولي الخلافة أقرّه على إمارة مصر، ثم عزله.
ومن أخبار محمد هُوّ ما رواه محمد بن سيرين حيثُ قال ركب محمد في أحد الأيام سفينةً مع كعب الأحبار، فقال محمد: «يا كعب! أما تجد سفينتنا هذه في التوراة كيف تجري ؟»، فرد كعب: «لا، ولكن أجد فيها رجلاً أشقى الفتية من قريش، ينزو في الفتنة نزو الحمار، لا تكون أنت هو.»، قال الذهبي مُعِلقاً على حياة محمد القصيرة: «عامة من سعى في دم عثمان قُتِلوا، وعسى القتل خيراً لهم وتمحيصاً.»، أي أغلب من حرض على عثمان وقام عليه وخرج على إمامته وشارك في دمه قد قُتِل وآخرهم قتلهم الحجاج بن يوسف الثقفي في عهد عبد الملك بن مروان، وقصد بالتمحيص أن يغفر لهم الله ذنوبهم.